# Henry Boucha
Henry Charles Boucha (* 1. Juni 1951 in Warroad, Minnesota; † 18. September 2023) war ein US-amerikanischer Eishockeyspieler, der im Verlauf seiner aktiven Karriere zwischen 1969 und 1976 unter anderem 247 Spiele für die Detroit Red Wings, Minnesota North Stars, Kansas City Scouts und Colorado Rockies in der National Hockey League (NHL) sowie 36 weitere für die Minnesota Fighting Saints in der World Hockey Association (WHA) bestritten hat. Mit der US-Nationalmannschaft gewann Boucha bei den Olympischen Winterspielen 1972 die Silbermedaille.

## Karriere
Boucha war ein Ojibwe-Indianer. Er spielte in der Eishockeymannschaft der Warroad High School. Dort wurde er sowohl als Verteidiger, als auch als Center eingesetzt. 1969 führte er sein Team in das Finale des State Tournaments, musste aber während der 4:5-Finalniederlage verletzt ausscheiden. Nach seinem Schulabschluss spielte er ein Jahr für die Winnipeg Jets in der Western Canada Hockey League. Er wurde in die US-Nationalmannschaft berufen und spielte die B-Weltmeisterschaft 1970 und A-Weltmeisterschaft 1971. 1972 gewann er mit dem US-Team bei Olympischen Spielen in Sapporo die Silbermedaille.
Im Anschluss unterzeichnete er einen Vertrag bei den Detroit Red Wings und absolvierte am 22. Februar 1972 seinen ersten NHL-Einsatz. In den folgenden zwei Jahren bildete er meist mit Red Berenson und Bill Collins eine Linie. Im August 1974 wechselte er im Austausch mit Danny Grant zu den Minnesota North Stars. Während der Saison wurde er von Dave Forbes im Anschluss an eine abgelaufene Bankstrafe beider Spieler am Auge verletzt und musste längere Zeit pausieren. Forbes wurde für zehn Spiele gesperrt und später vor einem Gericht wegen Körperverletzung angeklagt, zu einer Verurteilung kam es jedoch nicht.
Zur Saison 1975/76 wechselte Boucha zu den Minnesota Fighting Saints in die World Hockey Association. Bereits am Saisonende wurde sein Vertrag aufgelöst und er ging wieder in die NHL zu den Kansas City Scouts. Er zog mit dem Team nach Denver um, bestritt jedoch im November 1976 sein letztes Spiel und erklärte sein Karriereende. Boucha hatte bei dem Vorfall mit Forbes im Januar 1975 dauerhafte Schäden an seinem Auge erlitten und konnte später nie mehr an seine vorherigen Leistungen anknüpfen. In der NHL erzielte er in 247 Spielen 53 Tore und 49 Assists, in der WHA kommt er auf 36 Spiele mit 15 Toren und 20 Assists.
Boucha wurde 1995 in die United States Hockey Hall of Fame aufgenommen. Er verstarb im September 2023 im Alter von 72 Jahren.

## Erfolge und Auszeichnungen
- 1970 Aufstieg in die A-Gruppe bei der B-Weltmeisterschaft
- 1972 Silbermedaille bei den Olympischen Winterspielen
- 1995 Aufnahme in die United States Hockey Hall of Fame

## Karrierestatistik

### International
Vertrat die USA bei:
- B-Weltmeisterschaft 1970
- Weltmeisterschaft 1971
- Olympischen Winterspielen 1972

(Legende zur Spielerstatistik: Sp oder GP = absolvierte Spiele; T oder G = erzielte Tore; V oder A = erzielte Assists; Pkt oder Pts = erzielte Scorerpunkte; SM oder PIM = erhaltene Strafminuten; +/− = Plus/Minus-Bilanz; PP = erzielte Überzahltore; SH = erzielte Unterzahltore; GW = erzielte Siegtore; 1 Play-downs/Relegation; Kursiv: Statistik nicht vollständig)